# Älvsjö
Älvsjö (/ɛːlvɧø/) est un quartier, ancien district du Sud de Stockholm, en  Suède.

## Situation
Il fusionne avec celui de Hägersten-Liljeholmen en 2020 pour former le district de Hägersten-Älvsjö.
Fin 2004, il comptait 21 290 habitants.

## Villages
Le district d'Älvsjö se composait des villages suivants :
- Älvsjö
- Herrängen
- Liseberg
- Långsjö
- Solberga
- Långbro

## Histoire
Le nom "Älvsjö" apparaît en août 1461 pour désigner le lieu, mais sa signification reste incertaine.
En 1518, Älvsjö est situé à proximité du lieu de la bataille de Brännkyrka.
Pour l'essentiel, l'agglomération actuelle prend son essor entre 1908 et 1911, quand de vastes zones de terres agricoles sont achetées, puis divisées en lots pour la construction de maison.
Le premier plan de la ville est dessiné par Per Olof Hallman et parachevé en 1921.

## Économie
La gare d'Älvsjö est une gare ferroviaire importante du trafic de grande banlieue sud de Stockholm. Elle a été ouverte en 1860. Elle est desservie par les lignes J35, J36 et J37 de la Storstockholms Lokaltrafik.
Le parc des expositions de Stockholm (sv) situé à Älvsjö, est un grand centre d'exposition qui organise des foires commerciales à Stockholm.

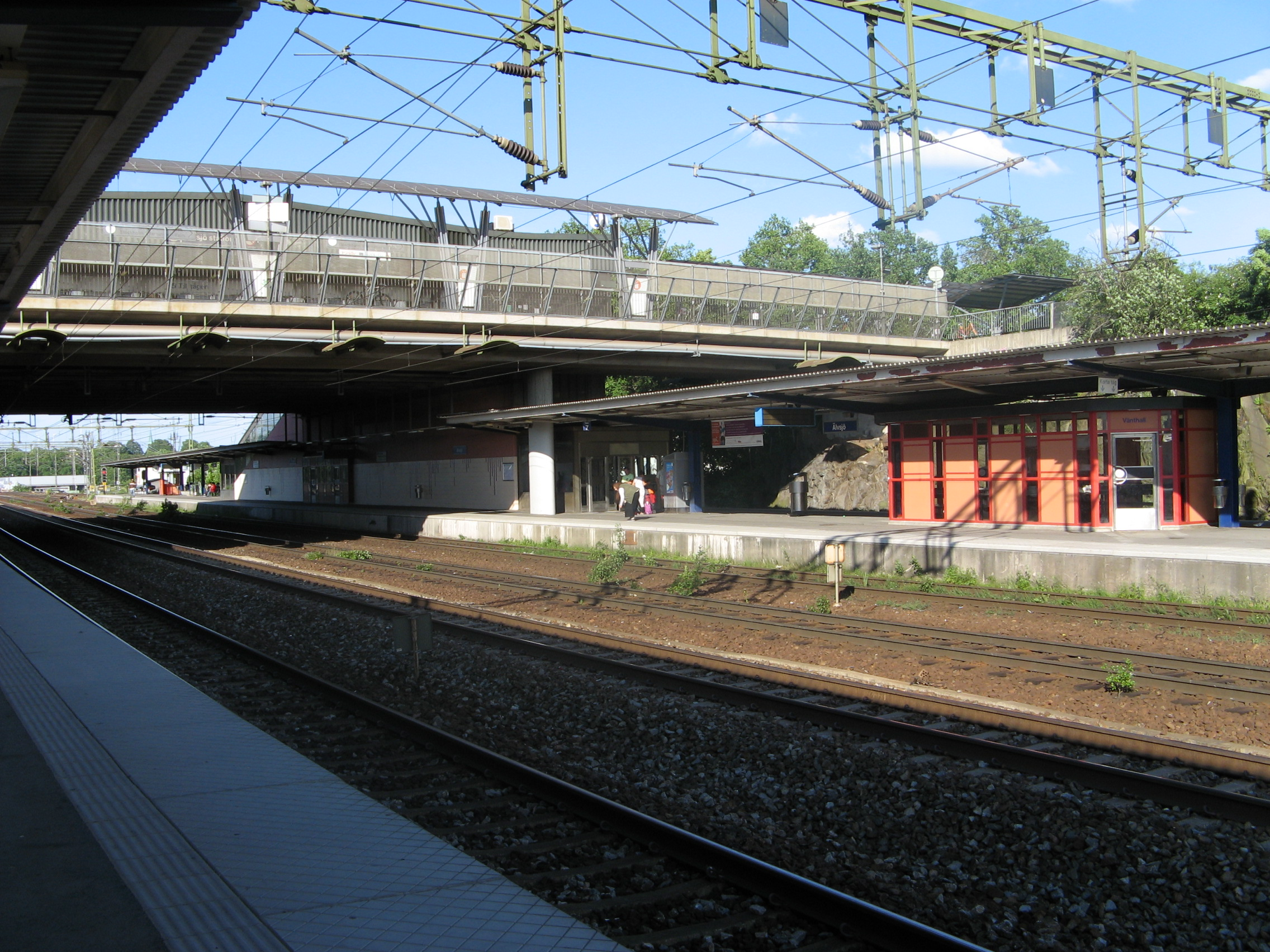
La gare d'Älvsjö..
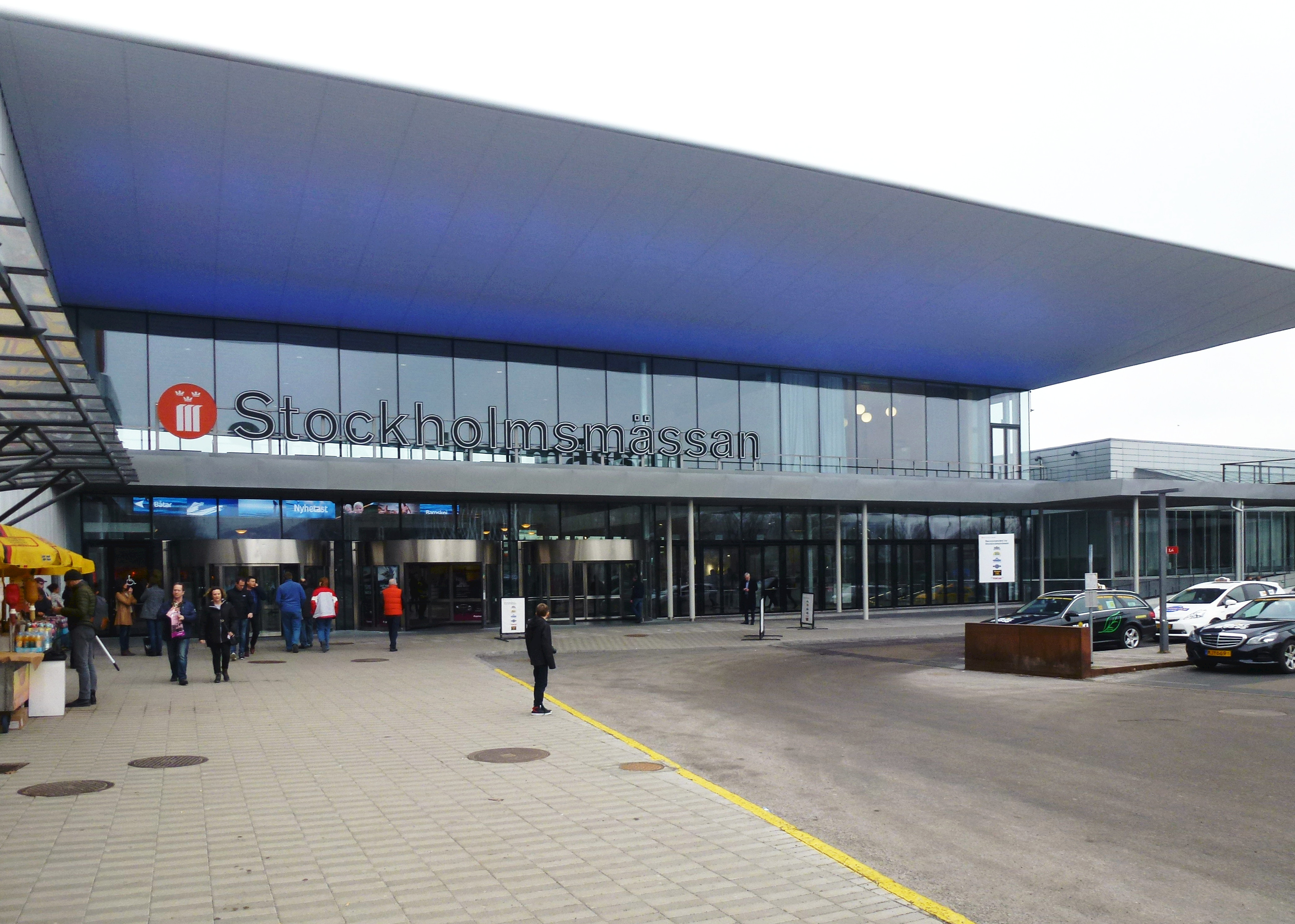
Le Stockholmsmässan.
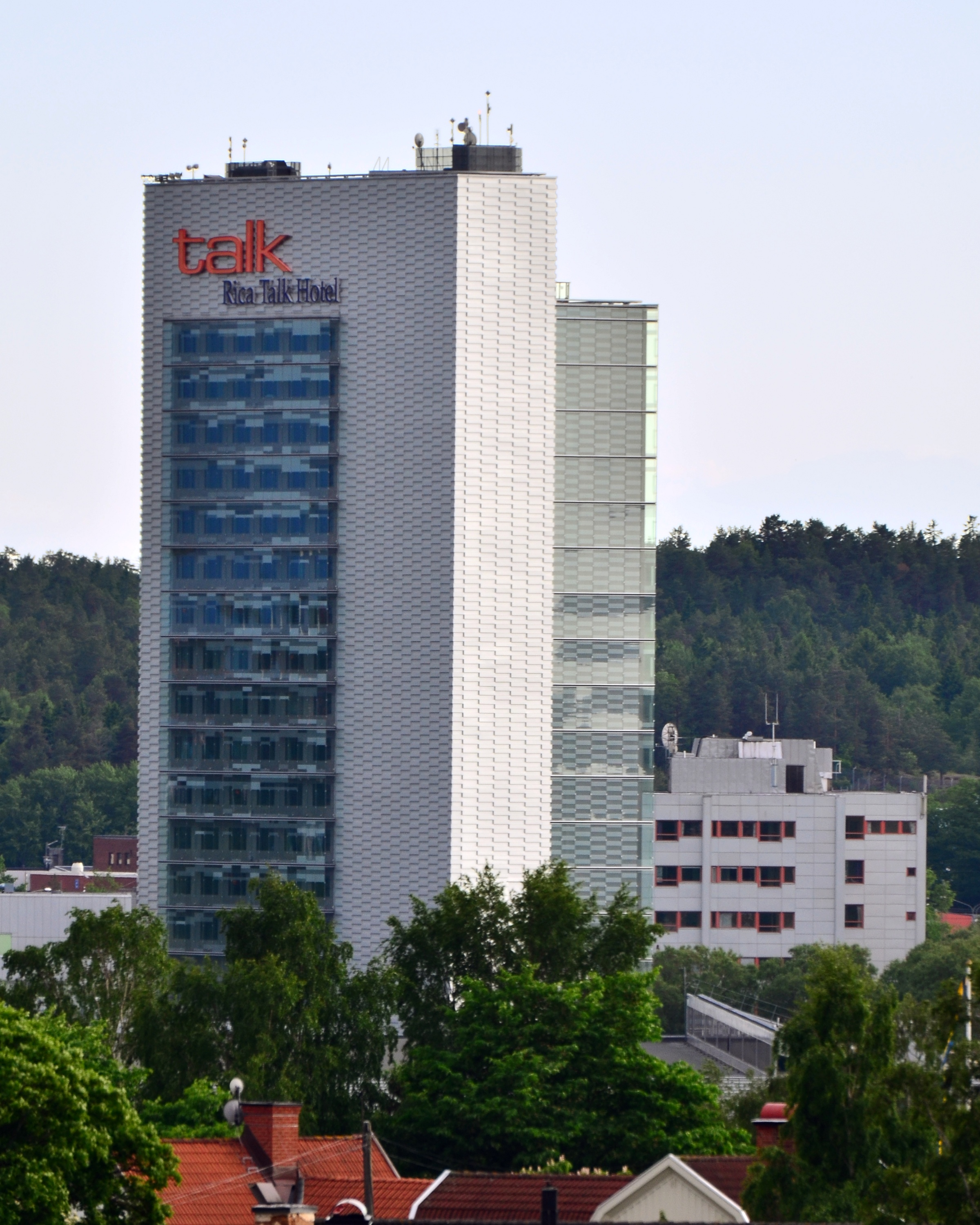
Hôtel Scandic Talk

## Honneur
L'astéroïde (7248) Älvsjö porte son nom.